# Hans Olaf Pfannkuch
Hans Olaf Pfannkuch (* 24. November 1932 in Berlin; † 19. November 2020) war ein deutsch-amerikanischer Hydrogeologe und Hochschullehrer.

## Leben
Hans Olaf Pfannkuch wurde im Jahr 1932 in Berlin geboren. Im Jahr 1965 verließ er Deutschland und wanderte mit seinen Kindern in die USA aus. Als Professor war er mehr als 42 Jahre lang ein ausgewiesener Experte auf seinem Gebiet der Hydrogeologie und weltweit angesehen. Er lehrte unter anderem an der Universität von Minnesota, USA. Seine hauptforschungswissenschaftlichen Schwerpunkte lagen im Bereich der Hydrogeologie, die Konzentration auf Grundwasser-Oberflächen-Wechselwirkungen, Kohlenwasserstoffkontamination in flachen Grundwasserleitersystemen sowie Transport- und Massenübertragungsprozesse in porösen Medien mit besonderem Schwerpunkt auf der Verwendung elektrischer Leitfähigkeitsmessungen zur Bestimmung hydrologischer Eigenschaften poröser Medien. 
Dabei war er auch in einer Vielzahl von angewandten Forschungsprojekten tätig, die sich mit Grundwasser und Oberflächenwasser und damit verbundenen Umweltauswirkungen sowie mit Informationsanforderungen für die Verwaltung und Überwachung von Grundwassersystemen, der Bestimmung von Brunnenkopfschutzzonen und der Erstellung von Grundwasserempfindlichkeitskarten auf der Grundlage der GIS-Methodik und Risikoanalyse befassten.

## Ehrungen (Auswahl)
- 2000–01: McEllhiney Distinguished Lecturer der First National Ground Water Association
- 2005: Minnesota Groundwater Association: Outstanding Service Award

## Mitgliedschaften
- American Geophysical Union
- American Water Resources Association
- Geological Society of America (seit 1995)
- International Association of Hydrogeologists
- National Water Well Association
- Sigma Xi
- Redaktion der Zeitschrift der Deutschen Geologischen Gesellschaft, Deutschland

## Ausgewählte Veröffentlichungen
Pfannkuch brachte folgende Veröffentlichungen heraus:
- Pfannkuch, H.O. (1996) Consid*rations concernant l'*laboration d'un syst*me d'indices de vuln*rabilit* hydrog*ologique, Rapport Int*rieur, ONEP, Rabat, Juin 1996, s. 20.
- Mironenko, V.A., Pfannkuch, H.O., Rumynin, V.G., und Kanivetsky, R.A. (1995) Hydrogeologische Charakterisierung von Sanitärschutzzonen für Brunnenfelder in der ehemaligen UdSSR, Hydrol. Wissenschaft &Tech. 11(1-4): 104–121.
- Pfannkuch, H.O., *Jagd, S.J., and *Burman, S. (1993) Pilotprojekt zur Bestimmung der hydrogeologischen Empfindlichkeit von Scott County, MN, in Proceedings Geographic Information Systems and Water Resources (Harlin, J.M. and Lanfear, K.J., eds) March 14–17, 1993, Mobile, AL. Am. Water Resources Assoc. Tech Publ. Series TPS 93-1: 101–111.
- H.O. Pfannkuch: Elseviers Dictionary